# Mistrovství Evropy v boxu žen 2005
IV. mistrovství Evropy žen v boxu proběhlo v Tønsbergu, Norsko ve dnech 8. až 5. května 2005. Organizátorem turnaje mistrovství Evropy byla European Amateur Boxing Association (EABA).

## Česká stopa
Na mistrovství Evropy startovala za Česko 1 boxerka:
- −54 kg: Jana Kopecká (* ) z SK Boxing Praha

## Výsledky
| Ženy   | Zlato                        | Stříbro                   | Bronz                       | Bronz                      |
| ------ | ---------------------------- | ------------------------- | --------------------------- | -------------------------- |
| –46 kg | Jelena Sabitovová (RUS)      | Camelia Negreaová (ROU)   | Derya Aktopová (TUR)        | Oksana Štakunová (UKR)     |
| –48 kg | Olesija Gladkovová (RUS)     | Laura Tostiová (ITA)      | Steluța Duțăová (ROU)       | Monika Csiková (HUN)       |
| –50 kg | Simona Galassiová (ITA)      | Hasibe Özerová (TUR)      | Nelli Onyščenková (UKR)     | Viktorija Usačenková (RUS) |
| –52 kg | Sofija Očigavaová (RUS)      | Sümeyra Kayaová (TUR)     | Maarit Teuronenová (FIN)    | Viktorija Rudenková (UKR)  |
| –54 kg | Karolina Michalczuková (POL) | Seda Aygünová (TUR)       | Ljudmila Hrycajová (UKR)    | Mihaela Cijevschá (ROU)    |
| –57 kg | Myriam Chomazová (FRA)       | Henriette Kitelová (NOR)  | Nagehan Gülová (TUR)        | Josefine Tengrothová (SWE) |
| –60 kg | Kathleen Taylorová (IRL)     | Eva Wahlströmová (FIN)    | Gülsüm Tatarová (TUR)       | Ingrid Egnerová (NOR)      |
| –63 kg | Cecilia Brækhusová (NOR)     | Julija Němcovová (RUS)    | Larisa Popová (ROU)         | Kıymet Karpuzoğluová (TUR) |
| –66 kg | Irina Siněcká (RUS)          | Yvonne Rasmussenová (DEN) | Yeliz Yeşilová (TUR)        | Oleksandra Kozlanová (UKR) |
| –70 kg | Karolina Łukasiková (POL)    | Siren Søråsová (NOR)      | Natalija Perchrestová (UKR) | Nurcan Çarkçıová (TUR)     |
| –75 kg | Anna Laurellová (SWE)        | Marija Javorská (RUS)     | Emine Özkanová (TUR)        | Anita Duczaová (HUN)       |
| –80 kg | Galina Ivanovová (RUS)       | Ewa Piwowarská (POL)      | Selma Yağcıová (TUR)        | Gabriela Mitranová (ROU)   |
| –86 kg | Adriana Hossuová (ROU)       | Mária Kovácsová (HUN)     | Hanna Željuková (UKR)       | Paulina Szmidtová (POL)    |

## Medailová bilance
V boxu se rozdělilo celkem 13 sad medailí.
| Pořadí | Stát           |       | Ženy    | Ženy  | Ženy | Celkem |
| Pořadí | Stát           | Zlato | Stříbro | Bronz |      | Celkem |
| ------ | -------------- | ----- | ------- | ----- | ---- | ------ |
| 1.     | Rusko (RUS)    |       | 5       | 2     | 1    | 8      |
| 2.     | Polsko (POL)   |       | 2       | 1     | 1    | 4      |
| 3.     | Norsko (NOR)   |       | 1       | 2     | 1    | 4      |
| 4.     | Rumunsko (ROU) |       | 1       | 1     | 4    | 6      |
| 5.     | Itálie (ITA)   |       | 1       | 1     | 0    | 2      |
| 6.     | Švédsko (SWE)  |       | 1       | 0     | 1    | 2      |
| 7.     | Francie (FRA)  |       | 1       | 0     | 0    | 1      |
| 7.     | Irsko (IRL)    |       | 1       | 0     | 0    | 1      |
| 9.     | Turecko (TUR)  |       | 0       | 3     | 8    | 11     |
| 10.    | Maďarsko (HUN) |       | 0       | 1     | 2    | 3      |
| 11.    | Finsko (FIN)   |       | 0       | 1     | 1    | 2      |
| 12.    | Dánsko (DEN)   |       | 0       | 1     | 0    | 1      |
| 13.    | Ukrajina (UKR) |       | 0       | 0     | 7    | 7      |
| Celkem | Celkem         |       | 13      | 13    | 26   | 52     |